# Fabio Santana
Fabio David Santana Rosales (Las Palmas de Gran Canaria, España, 9 de junio de 1992) es un jugador de baloncesto español. Con una altura de un metro y ochenta y ocho centímetros, ocupa la posición de base. Actualmente pertenece a la plantilla del Club Baloncesto Morón  de la Primera FEB.

## Trayectoria
Formado en la cantera del CB Gran Canaria, debutó en Liga EBA con 17 años en la temporada 2009/10 y destacó como el mejor pasador en el campeonato de España de categoría junior en 2010.  
En 2010/11 disputa la LEB Oro con el UB La Palma, vinculado al CB Gran Canaria. Con tan solo 19 años, registra promedios de 20 minutos, 4.1 puntos y 2 asistencias por partido y llega a participar en 4 encuentros de Liga ACB. En 2011/12 forma parte de la plantilla del CB Gran Canaria B y promedia 9.4 puntos y 3.3 asistencias en LEB Plata. En 2012/13, todavía perteneciente al club canario, disputa la Liga EBA con el filial y participa en dos encuentros de Liga ACB con el primer equipo. En la campaña 2014/15 llega a disputar algunos encuentros de Eurocup hasta que en diciembre de 2014 sufrió una luxación meniscal y fractura de la meseta tibial de rodilla, causando baja por el resto de la temporada. 
En la temporada 2015/16 firma por el Sáenz-Horeca Araberri de LEB Plata, equipo con el que ascendió a LEB Oro contribuyendo decisivamente con medias de 10.8 puntos, 3.2 asistencias, 2.1 recuperaciones y 10.8 de valoración, siendo el máximo asistente en los playoff de ascenso.
En la temporada 2016/17 firma por el Unión Financiera Oviedo de LEB Oro, donde permaneció dos temporadas. En su primer curso contribuyó al título de Copa Princesa y acreditó 5.9 puntos y 3.3 asistencias, mientras que en 2017/18 promedió 7.9 puntos, 2.1 rebotes y 4 asistencias.
En julio de 2018 ficha por el Basket Zaragoza, regresando así a la ACB. En la temporada 2018/19 disputa 28 partidos de la máxima competición nacional, en los que acredita 2.4 puntos y 1.4 asistencias. En 2019/20 regresa al CB Gran Canaria, participando en 13 encuentros y promediando 2.6 puntos y 1 asistencia. En 2020/21 permanece en el equipo canario, con el que disputa 13 partidos de Liga ACB y 5 de Eurocup.
En julio de 2021 anunció su desvinculación del CB Gran Canaria.
El 2 de agosto de 2021, firma por el CB Almansa de la LEB Oro.
El 23 de julio de 2022, firma por el Força Lleida Club Esportiu.
El 2 de febrero de 2023, firma por el Oviedo Club Baloncesto de la Liga LEB Oro.
El 24 de octubre de 2023, firma por el Club Baloncesto Gran Canaria II de la Liga LEB Plata española.
El 16 de octubre de 2024, firma por el Club Baloncesto Morón de la Liga Primera FEB en España.